# DS 6
La DS 6 est le premier SUV familial premium du constructeur automobile français DS Automobiles. Elle est présentée en 2014 et produite en Chine.

## Présentation

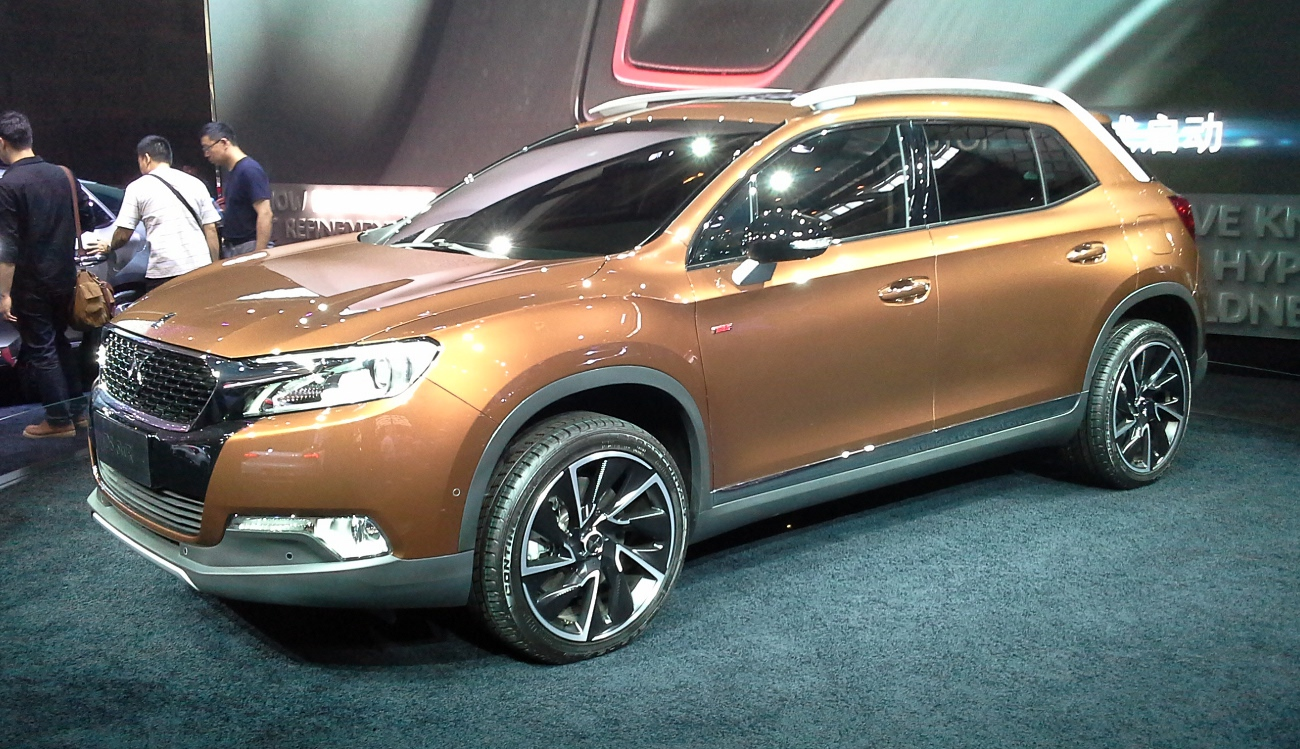
DS 6 au salon Auto China 2014.

Présentée le 20 avril 2014 sous le nom de DS 6WR au salon de Pékin 2014, la DS 6 est un SUV de luxe concurrent des BMW X3 (8 cm plus grand), Audi Q5 (10 cm de plus), Volvo XC60 ou Mercedes-Benz GLC. Il mesure 4,55 m de long (contre 4,70 m pour le Concept Wild Rubis), 1,86 m de large et 1,61 m de haut avec un empattement de 2,73 m. La DS 6 est une traction à 2 roues motrices mais bénéficie du Grip control (système d'optimisation d'adhérence) comme les Peugeot 2008 et 3008, un antipatinage évolué pour les sols à faible adhérence.
On retrouve sur la DS 6 la calandre "DS Wings" inaugurée en série par la DS 5LS, ainsi que les moteurs essence e-THP 160 (avec arrêt-démarrage automatique) et THP 200 associés à une boîte automatique à 6 rapports.
La DS 6 est fabriquée dans l’usine CAPSA de Shenzhen sur une ligne d’assemblage parallèle à celle des DS5 et DS 5LS, les trois véhicules partageant l’ancienne plate-forme BHV2, et commercialisée depuis le 27 septembre 2014 sur le marché chinois.
Frédéric Banzet, directeur général de Citroën annonce lors de la présentation du Wild Rubis en septembre 2013 que la DS 6 ne sera commercialisée qu'en Chine et dans les pays limitrophes, mais ne sera pas exportée en Europe. Mais à la suite de l'accueil de la presse européenne et les retours de la clientèle, Thierry Métroz, le chef designer de la marque DS, indique que l'exportation du DS 6 en Europe serait possible. Elle est lancée en juillet 2016 en Iran, mais en juin 2018 cette stratégie est mise en cause par les sanctions américaines contre l'Iran, alors que le pays constitue le premier marché étranger du groupe PSA devant la Chine.

### Motorisations

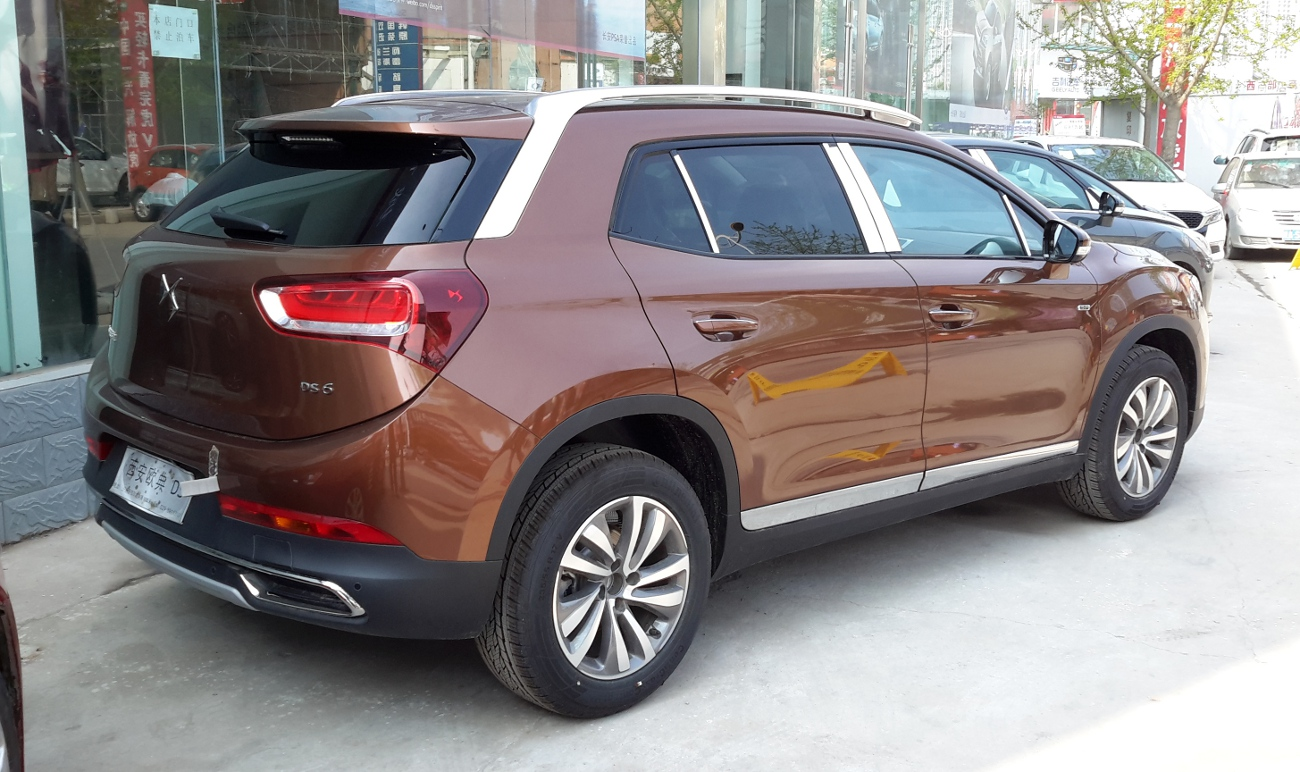

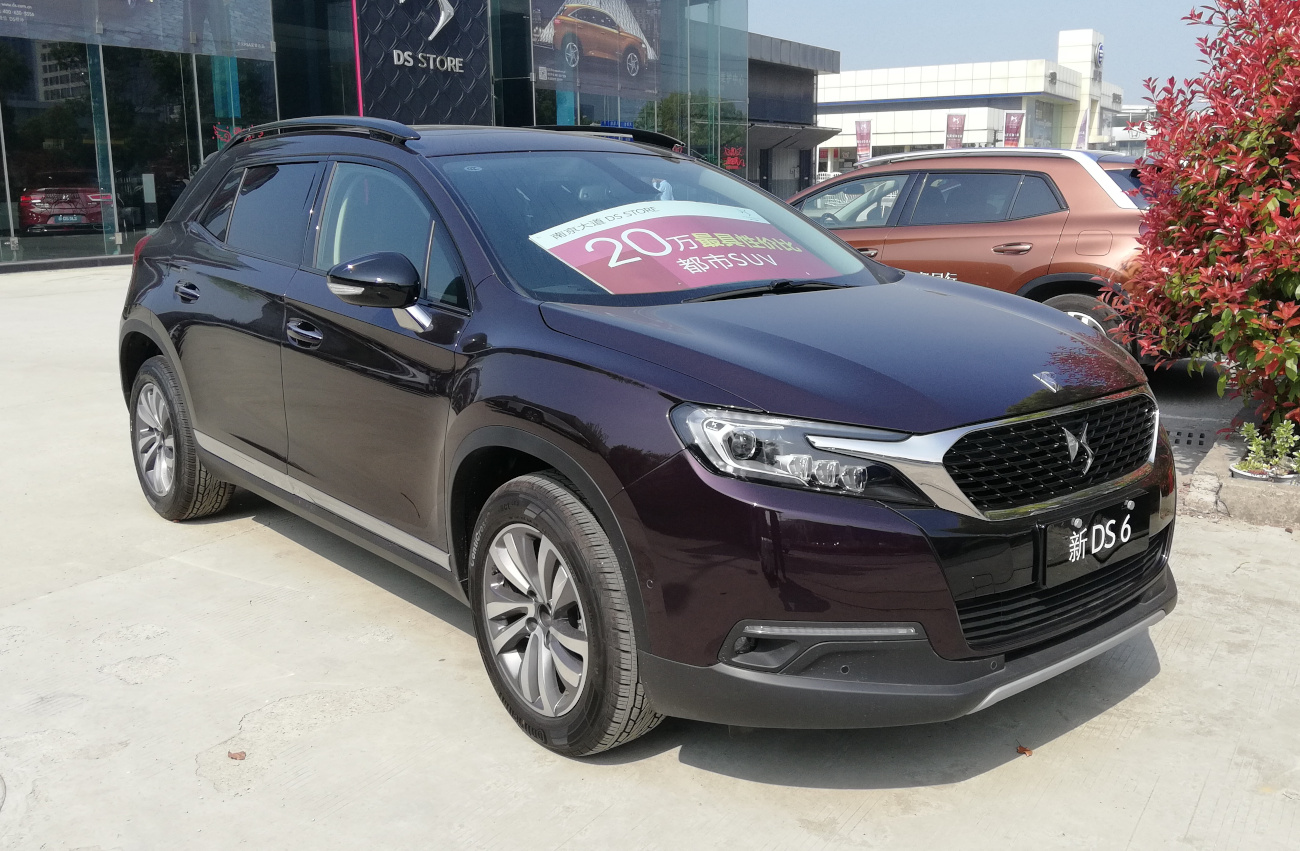
DS 6 restylé

| Cylindrée en cm3  | Moteur | Puissance maximale en ch | Couple maximal en N m | Boite de vitesses | Vitesse maximale en km/h | 0 à 100 km/h en secondes | Consommation en L/100 km |
| ----------------- | ------ | ------------------------ | --------------------- | ----------------- | ------------------------ | ------------------------ | ------------------------ |
| Essence (type EP) |        |                          |                       |                   |                          |                          |                          |
| 1 598             | THP    | 160                      | 240                   | BVA6              | 195                      | 9,5                      | 6,7                      |
| 1 598             | THP    | 200                      | 275                   | BVA6              | 210                      | 8,4                      | 8,4                      |

## Concept car

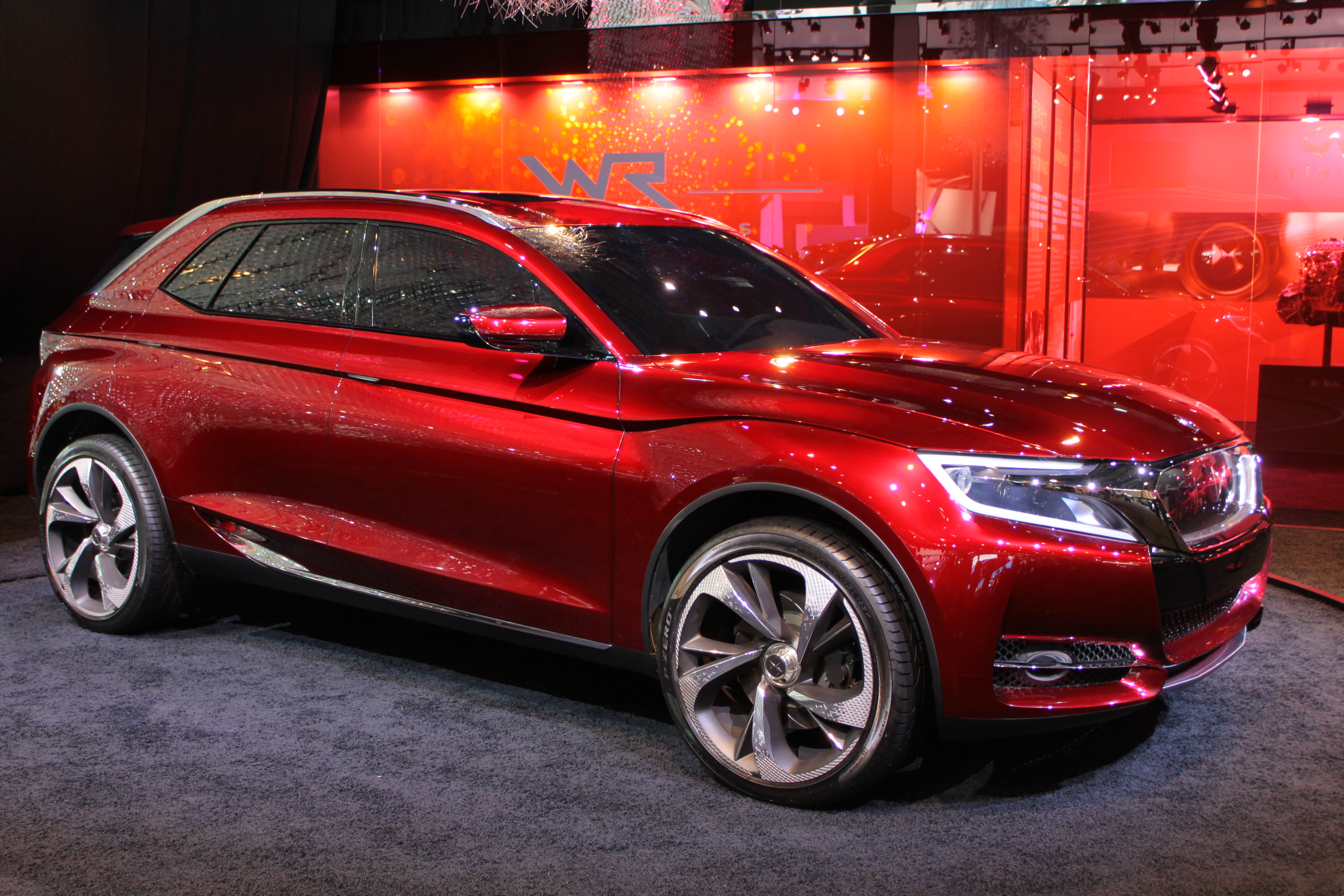
DS Wild Rubis

La DS 6 est préfigurée par le concept car DS Wild Rubis exposé au salon automobile de Shanghai 2013. D'une longueur de 4,70 m, il est équipé d'une motorisation "Full Hybrid Plug-in" (hybride rechargeable) soit l'évolution de l'HYbrid4 diesel-électrique rechargeable sur une prise de courant. Le DS Wild Rubis Concept préfigurait les grandes lignes du SUV de la marque DS avec notamment les barres de toit en chrome qui se terminent à la base de la vitre de custode arrière.